# Campeonato Panamericano de Balonmano Masculino Junior de 2017
El XII Campeonato Panamericano de Balonmano Masculino Junior de 2017 se disputó entre el 20 y el 25 de marzo de 2017  en Asunción, Paraguay. y es organizado por la Federación Panamericana de Balonmano Este campeonato entregó tres plazas para el Campeonato Mundial de Balonmano Masculino Junior de 2017 en Argelia.

## Primera fase
– Clasificados directamente a las semifinales.
     – Clasificados a los cuartos de final

### Grupo A
| Equipo               | PTS | J | G | E | P | GF  | GC  | DG  |
| -------------------- | --- | - | - | - | - | --- | --- | --- |
| Argentina            | 6   | 3 | 3 | 0 | 0 | 113 | 60  | +53 |
| Paraguay             | 4   | 3 | 2 | 0 | 1 | 97  | 69  | +28 |
| Uruguay              | 2   | 3 | 1 | 0 | 2 | 81  | 104 | -23 |
| República Dominicana | 0   | 3 | 0 | 0 | 3 | 71  | 129 | -58 |

#### Resultados
| Fecha      | Hora  | Partido³             | Partido³ | Partido³             | Resultado | Reporte |
| ---------- | ----- | -------------------- | -------- | -------------------- | --------- | ------- |
| 20.03.2017 | 17:00 | Argentina            | -        | República Dominicana | 44-19     | reporte |
| 20.03.2017 | 21:00 | Uruguay              | -        | Paraguay             | 22-30     | Reporte |
| 21.03.2017 | 19:30 | República Dominicana | -        | Uruguay              | 38-41     | Reporte |
| 21.03.2017 | 21:30 | Paraguay             | -        | Argentina            | 23-33     | Reporte |
| 22.03.2017 | 17:30 | Argentina            | -        | Uruguay              | 36-18     | Reporte |
| 22.03.2017 | 21:30 | Paraguay             | -        | República Dominicana | 44-14     | Reporte |

### Grupo B
| Equipo         | PTS | J | G | E | P | GF | GC | DG  |
| -------------- | --- | - | - | - | - | -- | -- | --- |
| Brasil         | 4   | 2 | 2 | 0 | 0 | 87 | 54 | +33 |
| Estados Unidos | 2   | 2 | 1 | 0 | 1 | 55 | 76 | -21 |
| Chile          | 0   | 2 | 0 | 0 | 2 | 54 | 66 | -12 |

#### Resultados
| Fecha      | Hora  | Partido³       | Partido³ | Partido³       | Resultado | Reporte |
| ---------- | ----- | -------------- | -------- | -------------- | --------- | ------- |
| 20.03.2017 | 19:00 | Brasil         | -        | Estados Unidos | 52-24     | reporte |
| 21.03.2017 | 17:30 | Estados Unidos | -        | Chile          | 31-24     | reporte |
| 22.03.2017 | 19:30 | Chile          | -        | Brasil         | 30-35     | reporte |

### 7º al 9º puesto
| Fecha      | Hora² | Partido¹             | Partido¹ | Partido¹ | Resultado |
| ---------- | ----- | -------------------- | -------- | -------- | --------- |
| 24.03.2017 | 17:30 | República Dominicana | -        | Uruguay  | 36-34     |
| 25.03.2017 | 17:30 | República Dominicana | -        | Paraguay | 34-41     |

## Fase final

### Final 1º al 4° puesto
|  | Cuartos de final      | Cuartos de final |                        |                        | Semifinales    | Semifinales |  |  | Final       | Final |
|  |                       |                  |                        |                        |                |             |  |  |             |       |
|  |                       |                  |                        |                        |                |             |  |  |             |       |
|  |                       |                  |                        |                        |                |             |  |  |             |       |
|  | Argentina             |                  |                        |                        |                |             |  |  |             |       |
|  | 24 de marzo           |                  |                        |                        |                |             |  |  |             |       |
|  | Clasifica 1ro en el A |                  |                        |                        |                |             |  |  |             |       |
|  | Argentina             | 31               |                        |                        |                |             |  |  |             |       |
|  | Argentina             | 31               | 23 de marzo            |                        |                |             |  |  |             |       |
|  |                       | Estados Unidos   | 22                     |                        |                |             |  |  |             |       |
|  | Estados Unidos        | Estados Unidos   | 22                     | 25                     |                |             |  |  |             |       |
|  | Estados Unidos        |                  | 25 de marzo            | 25                     |                |             |  |  |             |       |
|  | Uruguay               | 23               |                        |                        |                |             |  |  |             |       |
|  | Uruguay               | 23               | Argentina              | 23                     |                |             |  |  |             |       |
|  |                       |                  | Argentina              | 23                     |                |             |  |  |             |       |
|  |                       | Brasil           | 31                     |                        |                |             |  |  |             |       |
|  | Brasil                | Brasil           | 31                     |                        |                |             |  |  |             |       |
|  | 24 de marzo           |                  |                        |                        |                |             |  |  |             |       |
|  | Clasifica 1ro en el B |                  |                        |                        |                |             |  |  |             |       |
|  | Brasil                | 30               | Tercer y cuarto puesto | Tercer y cuarto puesto |                |             |  |  |             |       |
|  | Brasil                | 30               | Tercer y cuarto puesto | Tercer y cuarto puesto | 23 de marzo    |             |  |  |             |       |
|  |                       | Chile            | 11                     |                        |                |             |  |  |             |       |
|  | Paraguay              | Chile            | 11                     | 24                     | Estados Unidos | 18          |  |  |             |       |
|  | Paraguay              |                  |                        | 24                     | Estados Unidos | 18          |  |  |             |       |
|  | Chile                 | 36               |                        | Chile                  | 23             |             |  |  |             |       |
|  | Chile                 | 36               |                        |                        | 23             |             |  |  |             |       |
|  |                       |                  |                        |                        |                |             |  |  | 25 de marzo |       |
|  |                       |                  |                        |                        |                |             |  |  |             |       |

### Cuartos de final
| Fecha      | Hora  | Partido³       | Partido³ | Partido³ | Resultado | Reporte |
| ---------- | ----- | -------------- | -------- | -------- | --------- | ------- |
| 23.03.2017 | 19:30 | Estados Unidos | -        | Uruguay  | 25-23     | Reporte |
| 23.03.2017 | 21:30 | Paraguay       | -        | Chile    | 24-36     | Reporte |

### Semifinales
| Fecha      | Hora  | Partido³  | Partido³ | Partido³       | Resultado | Reporte |
| ---------- | ----- | --------- | -------- | -------------- | --------- | ------- |
| 24.03.2017 | 19:30 | Argentina | -        | Estados Unidos | 31-22     | Reporte |
| 24.03.2017 | 21:30 | Brasil    | -        | Chile          | 30-11     | Reporte |

### 3º/4º puesto
| Fecha      | Hora² | Partido¹       | Partido¹ | Partido¹ | Resultado | Reporte |
| ---------- | ----- | -------------- | -------- | -------- | --------- | ------- |
| 25.03.2017 | 19:30 | Estados Unidos | -        | Chile    | 18-23     | Reporte |

### Final
| Fecha      | Hora  | Partido³  | Partido³ | Partido³ | Resultado | Reporte |
| ---------- | ----- | --------- | -------- | -------- | --------- | ------- |
| 25.03.2017 | 21:30 | Argentina | -        | Brasil   | 23-31     | Reporte |

| Brasil           |
| Campeón          |
| Brasil 6° título |

### Clasificación general
| Brasil                  |
| Argentina               |
| Chile                   |
| 4. Estados Unidos       |
| 5. Paraguay             |
| 6. República Dominicana |
| 7. Uruguay              |

## Clasificados al Mundial 2017
| Bandera de Brasil | Bandera de Argentina | Bandera de Chile |
| Brasil            | Argentina            | Chile            |
| ----------------- | -------------------- | ---------------- |